# Melito di Napoli
Melito di Napoli (Mêlito 'e Napule in napoletano) è un comune italiano di 36 034 abitanti della città metropolitana di Napoli in Campania.                

## Geografia fisica

### Territorio
Situato a nord di Napoli ai limiti dei quartieri di Scampia e Secondigliano, è di fatto inglobato nella periferia settentrionale della metropoli partenopea, inoltre confina anche con i popolosi comuni di Sant'Antimo, Casandrino e Giugliano in Campania.
Secondo uno studio che ha redatto una classifica dei comuni più cementificati d'Italia, Melito si colloca al 2º posto in Italia tra i comuni con la maggiore superficie occupata da edifici.

## Storia

### Le origini
I documenti storici raccolti sembrano accostare l'origine del nome di Melito a quello dell'antica Mellano. Si suppone che Federico II dichiarò Melito Casale di Napoli, insieme ad altri centri abitati che sorgevano intorno alla città, fino al 1800 Melito veniva chiamata casale di Napoli.
Nato come piccolo villaggio in epoca remota, Melito non poteva lasciare di sé molte notizie storiche; si trattava di un piccolo nucleo abitato nato a pochi chilometri da Napoli. Il Casale non ha mai avuto mura di difesa, né castelli, né fortezze di alcun genere. Tutto ciò denota che questo "villaggio" sorse in una zona sicura e priva di imminenti pericoli.

### Il fossato di Napoli
Melito, secondo lo studioso Chianese, deriverebbe il suo nome da "Mellito" che nella bassa latinità significò "fossato profondo". Al tempo del Ducato Napoletano e anche prima, come confine territoriale e fortificazione militare esisteva un "fossato di Napoli" che divideva il territorio di Napoli da quello di Capua. Questo fossato passava nella campagna di Giugliano, attraversava la masseria "Signorelli" (attuale zona corrispondente alla via Signorelli) e giungeva nell'attuale via Roma, percorrendola fino all'attuale via Lavinaio. Inizialmente il "fossato" assume importanza al tempo del Ducato di Napoli per le continue battaglie contro i Normanni e successivamente acquisisce valore in quanto esso veniva a costituire una vera e propria difesa per il territorio di Napoli. Il fossato venne colmato probabilmente nel periodo aragonese. Nel tempo, quindi, al nome di Mellito di Napoli (vale a dire "fossato di Napoli") si preferì quello attuale di Melito di Napoli. 
Secondo un'altra tesi, invece, il nome del comune deriverebbe da melois, ovvero frutti, infatti in passato erano presenti molti frutteti, in particolare meleti.
Fu feudo della famiglia Della Tolfa, poi divenne dei Caraccioli di Santobono, dai quali passò ai Caraccioli di Celenzo, poi ai Muscettola e infine ai Colonna.
Nel 1806 furono emanate le Leggi eversive della feudalità che decretarono la fine di tutti i privilegi feudali nel Regno di Napoli e l'inizio dell'Amministrazione comunale.

## Monumenti e luoghi d'interesse

### Chiesa di Santa Maria delle Grazie

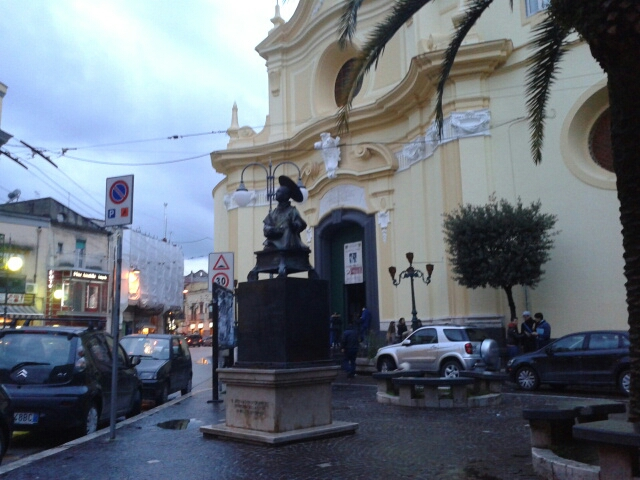
La statua di Santo Stefano

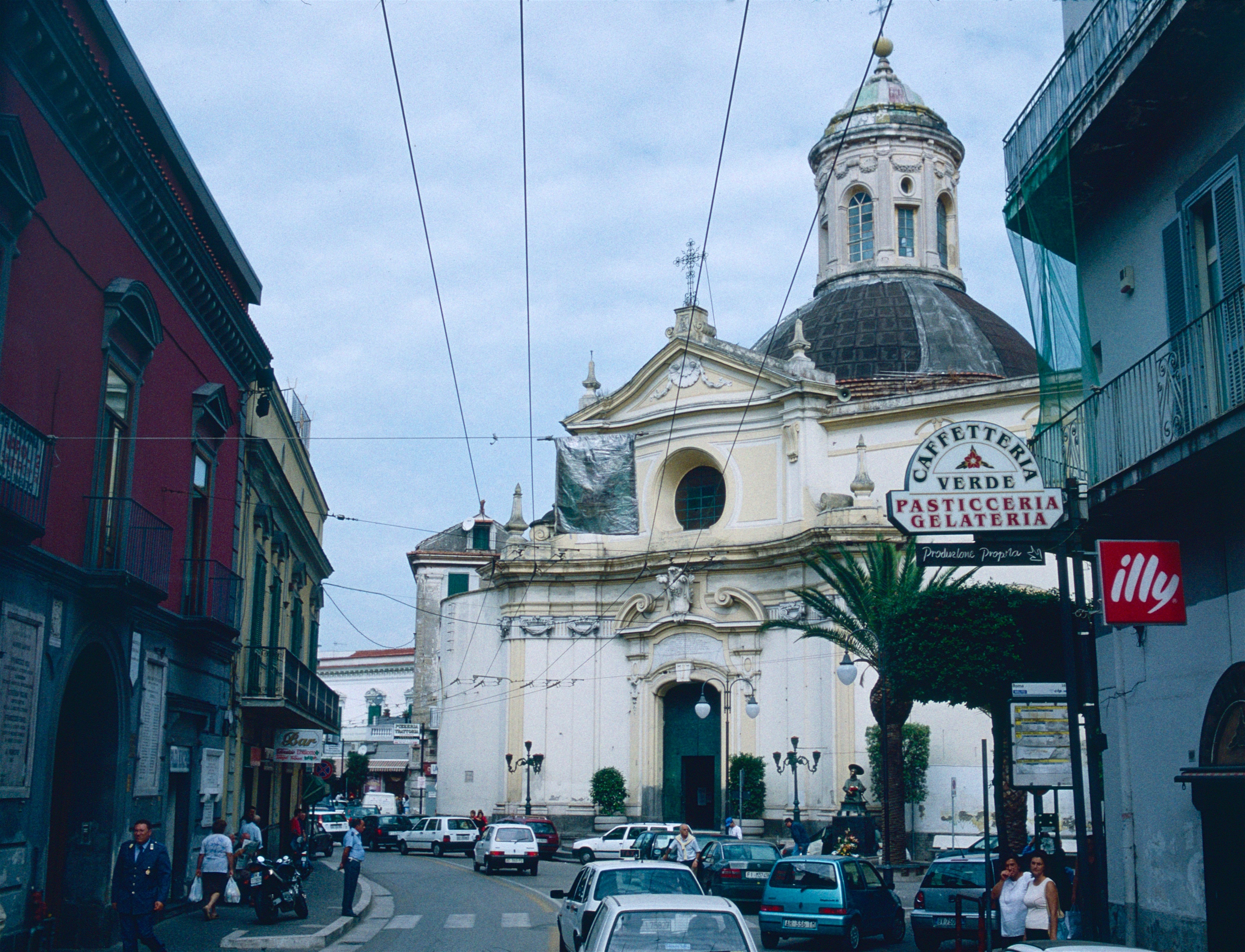
La Chiesa di Santa Maria delle Grazie

La chiesa di Santa Maria delle Grazie, riedificata interamente sui resti di un'altra cadente (risalente presumibilmente al 987), situata nella centrale Piazza Santo Stefano, è stata realizzata a pianta centrale da Giuseppe Astarita, tra il 1766 e il 1768, nonostante il progetto presentato da Niccolò Carletti. La facciata, ad andamento concavo-convesso, è ruotata verso la città partenopea, ma lateralmente asseconda l’andamento curvilineo della strada statale principale, ponendosi come vera e propria cerniera urbana. Sul modello del S. Carlino alle Quattro Fontane di Borromini, si flette nella parte centrale con il pregevole portale, vero e proprio invito, coronato dal sinuoso timpano a volute e inquadrato da lesene con capitelli “alla michelangiolina”, di ispirazione sanfeliciana. In questo episodio è possibile cogliere la trasformazione dell’architettura barocca, alla fine del XVIII secolo, da parte della più giovane generazione, che si allontana dalle forme classiciste, proposte dall’accademia, per aderire al linguaggio “neoborrominiano” come sinonimo di libertà espressiva..

### Colonne di Giugliano
Le Colonne di Giugliano, poste all'estremità nord del paese nella parte confinante appunto con Giugliano in Campania, sono un punto di riferimento geografico per gli abitanti melitesi oltre che un monumento alla storia passata.
Le due colonne, presumibilmente del XIX secolo, sono in piperno, dotate di due lapidi e sormontate da due pigne. Esse rappresentano l’ingresso a Giugliano e alla nuova via Campana (Corso Campano) che porta a Pozzuoli.

### Altri monumenti
- Chiesa di San Vincenzo Romano
- Chiesa di Santa Maria di Piedigrotta, XVII secolo[15]
- Chiesetta di San Nicola, probabilmente antecedente al 1074[16]. Di proprietà privata.
- Lapide del 1921 commemorativa dei caduti della Grande guerra.
- Antiche Masserie, testimonianze della civiltà contadina in parte demolite[17].
- Ipogeo di Melito, scoperto nel 1959[18]
- Teatro Barone, costruito nel 1976, dopo un periodo di chiusura è stato riattivato nel 2020.[19]

## Società

### Evoluzione demografica

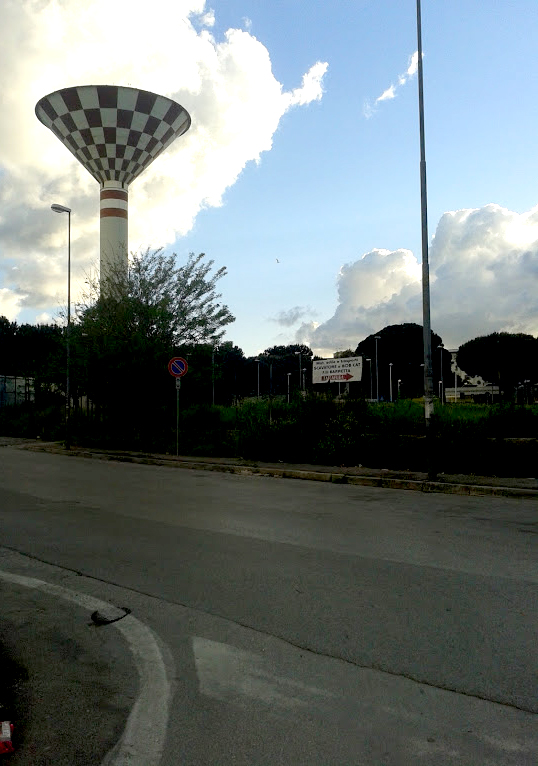
Il Fungo di Melito è una costruzione visibile anche a grande distanza. Un segno riconoscibile della cittadina.

Abitanti censiti

### Etnie e minoranze straniere
Al 31 dicembre 2015 risultavano 585 residenti stranieri nel comune di Melito di Napoli, pari all'1,55% della popolazione totale.
- Ucraina 100
- Burkina Faso 53
- Bulgaria 49
- India 47
- Pakistan 47
- Romania 32
- Polonia 28
- Cina 23

## Cultura

### Istruzione

#### Scuole
A Melito sono presenti tre scuole secondarie di primo grado: la Sibilla Aleramo, la Marino Guarano e la Montalcini e tre scuole primarie.
La cittadina è dotata inoltre di una scuola secondaria di secondo grado Scientifico - Linguistico - Scienze umane e artistico .

#### Biblioteche
La Biblioteca comunale è situata nella centrale piazza S. Stefano.

### Cucina
La specialità culinaria di Melito è il Samurchio, un salume ottenuto bollendo il sangue di maiale; la preparazione e il consumo del Samurchio, nonostante sia una pietanza quasi scomparsa dal territorio, sono parte integrante della tradizione melitese.

## Economia
A Melito di Napoli ha sede la società produttrice di caffè Kimbo Caffè, fondata nel 1963 a Napoli.
Le principali zone commerciali sono situate vicino all'uscita dell'Asse Mediano (nella zona nord del comune) e lungo la Circumvallazione Esterna, dove è presente anche il mercato ortofrutticolo comunale.

## Infrastrutture e trasporti

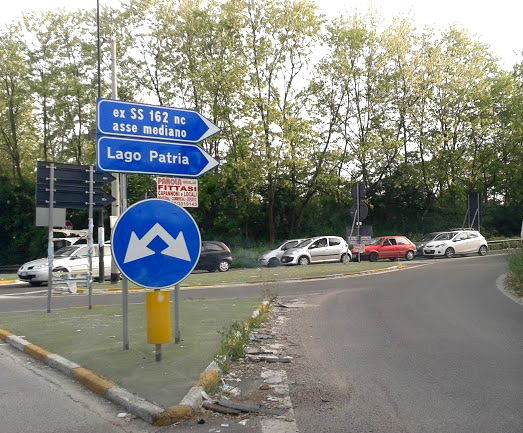
Svincolo dell'Asse Mediano in corrispondenza dell'uscita Giugliano centro/ Aversa-Melito in direzione Lago Patria

### Strade
Melito è attraversata dalla ex Strada statale 7 bis di Terra di Lavoro (via Roma) e dalla Circumvallazione Esterna di Napoli che attraversa il comune per poi condurre al Lago Patria (Giugliano). L'Asse Mediano collega Melito con i principali centri dell'hinterland, mentre l'Asse Perimetrale di Melito-Scampia, connessa all'Asse Mediano, collega Melito con la zona settentrionale del capoluogo (Scampia, Chiaiano, Capodichino-Secondigliano).

### Mobilità urbana

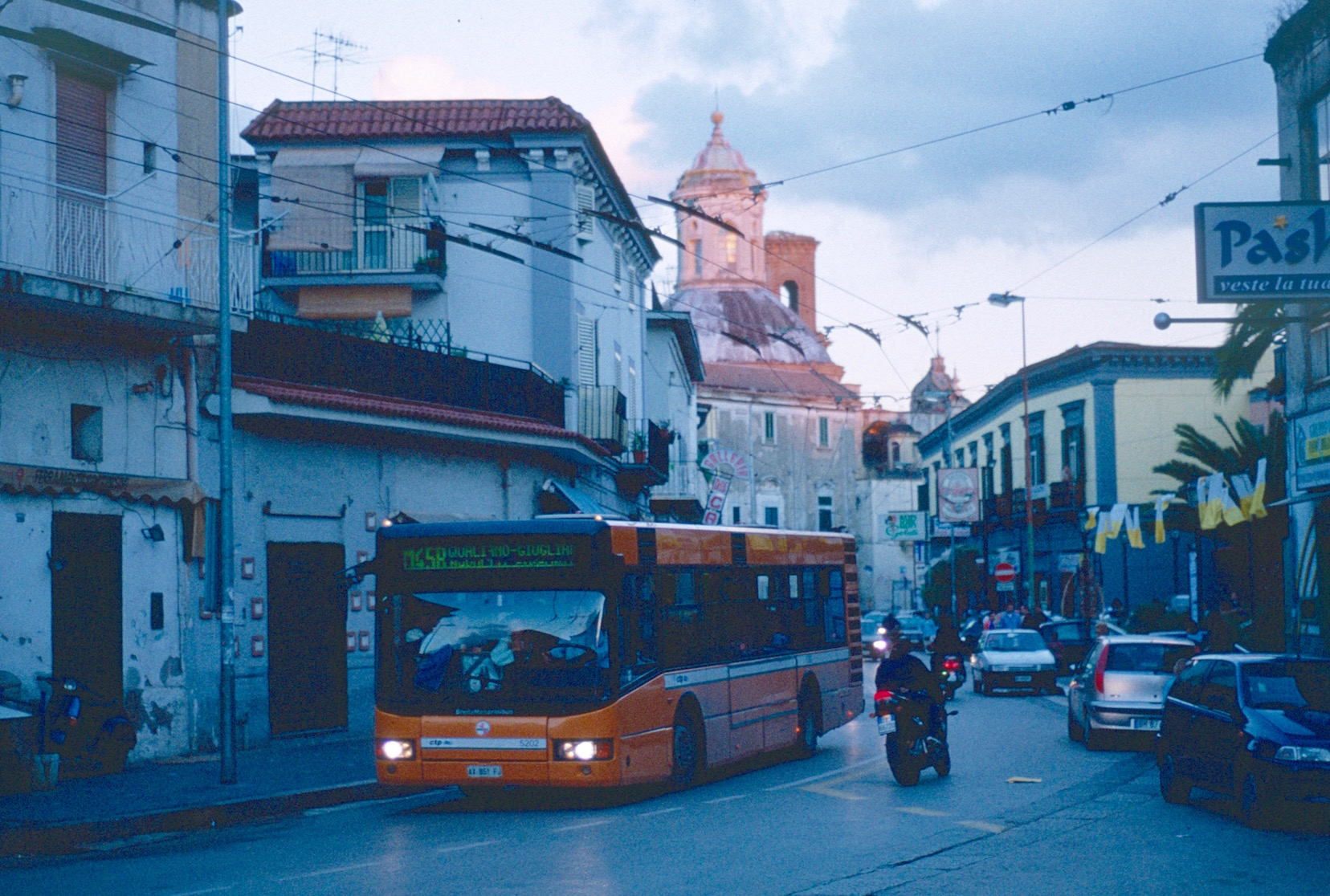
Un autobus di CTP a Melito

Melito è servito da autolinee in servizio pubblico svolte dalle società ANM e AIR Campania che percorrono la viabilità provinciale.
Fra il 1882 e il 1959 la località era servita dalla tranvia Napoli-Aversa/Giugliano, gestita a cura della Société Anonyme des Tramways Provinciaux (SATP).
È in costruzione la stazione omonima della Linea Arcobaleno, tra le stazioni di Mugnano e Giugliano. I lavori, interrotti in passato per le complicanze economiche di EAV, sono in fase di ultimazione.
Il 28 gennaio 2025 è stato presentato il piano del Comune e della Città Metropolitana di Napoli per il potenziamento del trasporto rapido di massa, e tra i progetti presentati da far finanziare al Ministero dei Trasporti è stato riproposto il progetto "Gronda Ovest" come monorotaia sopraelevata che da Scampia segue il tragitto della Circumvallazione Esterna di Napoli e collega direttamente Mugnano di Napoli, Villaricca, Giugliano in Campania e Qualiano e indirettamente Melito di Napoli, Marano di Napoli e Calvizzano.

## Amministrazione
È stato Bernardino Tuccillo il primo sindaco eletto direttamente dal popolo nel 1995. L’esponente della sinistra vinse al ballottaggio contro Nicolangelo Pezone, che aveva chiuso in vantaggio il primo turno.
Quattro anni più tardi, il sindaco uscente fu battuto da Antonio Amente (centrodestra) al ballottaggio. 
Nel 2002 lo stesso Amente fu sfiduciato e si giunse ad elezioni anticipate nel 2003, con la vittoria di misura di Giampiero Di Gennaro ai danni di Tuccillo. 
Nel dicembre del 2005, il Comune di Melito, guidato da Di Gennaro (UDEUR), fu sciolto per infiltrazioni camorristiche e si tornò al voto soltanto nel 2008, quando Antonio Amente (centrodestra) superò al ballottaggio la candidata del Partito Democratico Marina Mastropasqua.
Nel gennaio del 2011 Amente fu nuovamente sfiduciato ed alle successive elezioni fu sconfitto da Venanzio Carpentieri (centrosinistra). L’amministrazione Carpentieri, restò in carica appena un anno e mezzo, ma nel 2013 l’esponente del Pd riconquistò la fascia tricolore, battendo al ballottaggio Amente. Lo stesso Amente però nel 2017, dopo che Carpentieri era stato nuovamente sfiduciato, divenne per la quarta volta sindaco di Melito, superando al ballottaggio Pietro D’Angelo. 
Il 23 novembre 2020, Amente, scomparso all’età di 69 anni, vittima del COVID-19, venne sostituito dal vice sindaco Luciano Mottola, che ha guidato Melito di Napoli fino al Commissariamento avvenuto a marzo dello stesso anno. Ad ottobre, lo stesso Mottola viene eletto sindaco, battendo al secondo turno la candidata di Partito Democratico e Movimento 5 Stelle Dominique Pellecchia.  Il 18 aprile 2023, Mottola viene arrestato con l'accusa di voto di scambio e due giorni più tardi si dimette insieme alla maggioranza consiliare; di conseguenza il comune viene commissariato per infiltrazione mafiosa. Dopo aver trascorso 8 mesi  tra carcere ed arresti domicialiari, con sentenza del Tribunale di Napoli, Il 25 luglio 2024 Luciano Mottola viene assolto da ogni accusa perché il fatto non sussiste 
Di seguito la lista dei sindaci.
| Periodo          | Periodo          | Primo cittadino                                          | Partito             | Carica                    | Note                                |
| ---------------- | ---------------- | -------------------------------------------------------- | ------------------- | ------------------------- | ----------------------------------- |
| 1974             | 1976             | Stefano Pellecchia                                       | PSI                 | Sindaco                   | [ 29 ] [ 30 ] [ 31 ]                |
| 1976             | 1981             | Felice Chiantese                                         | PCI                 | Sindaco                   | [ 32 ]                              |
| 1981             | 5 gennaio 1985   | Francesco Bordino                                        | PSI                 | Sindaco                   | [ 33 ] [ 34 ]                       |
| 6 gennaio 1985   | 6 maggio 1990    | Paolo Guarino                                            | DC                  | Sindaco                   | [ 35 ] [ 36 ]                       |
| 23 luglio 1990   | 5 luglio 1993    | Alfredo Cicala                                           | DC                  | Sindaco                   | [ 36 ]                              |
| 27 luglio 1993   | 24 maggio 1994   | Renato Carpentieri                                       | DC                  | Sindaco                   | [ 36 ]                              |
| 24 maggio 1994   | 28 dicembre 1994 | Giovanni Maisto                                          | DC                  | Sindaco                   | [ 36 ]                              |
| 22 gennaio 1995  | 8 maggio 1995    | Paolo Guarino                                            | DC                  | Sindaco                   | [ 36 ]                              |
| 8 maggio 1995    | 28 giugno 1999   | Bernardino Tuccillo                                      | indipendente (PDS)  | Sindaco                   | [ 36 ]                              |
| 28 giugno 1999   | 9 dicembre 2002  | Antonio Amente                                           | Lista civica (FI)   | Sindaco                   | [ 36 ]                              |
| 10 dicembre 2002 | 9 giugno 2003    | Mariagrazia D'Ascia                                      |                     | commissario prefettizio   | [ 36 ]                              |
| 10 giugno 2003   | 23 dicembre 2005 | Giampiero Di Gennaro                                     | UDEUR               | Sindaco                   | Scioglimento del consiglio comunale |
| 23 dicembre 2005 | 29 aprile 2008   | Nicola Vittorio Alfino Giovanni Lucchese Donato De Gioia | -                   | Commissione Straordinaria | [ 37 ]                              |
| 29 aprile 2008   | 24 gennaio 2011  | Antonio Amente                                           | PdL                 | Sindaco                   | [ 36 ]                              |
| 23 maggio 2011   | 6 febbraio 2013  | Venanzio Carpentieri                                     | PD                  | Sindaco                   | [ 36 ]                              |
| 28 maggio 2013   | 16 febbraio 2017 | Venanzio Carpentieri                                     | PD                  | Sindaco                   | [ 36 ]                              |
| 27 giugno 2017   | 23 novembre 2020 | Antonio Amente                                           | Liste civiche (CDX) | Sindaco                   | Deceduto                            |
| 23 novembre 2020 | 15 marzo 2021    | Luciano Mottola                                          | Liste civiche (CDX) | Sindaco facente funzioni  | [ 36 ]                              |
| 16 marzo 2021    | 20 ottobre 2021  | Enrico Gullotti                                          | -                   | commissario prefettizio   | [ 36 ] [ 40 ]                       |
| 21 ottobre 2021  | 21 marzo 2023    | Luciano Mottola                                          | FdI                 | Sindaco                   | Scioglimento del consiglio comunale |
| 15 maggio 2023   | in carica        | Francesco Antonio Cappetta                               | -                   | commissario prefettizio   | [ 1 ] [ 36 ]                        |

## Sport

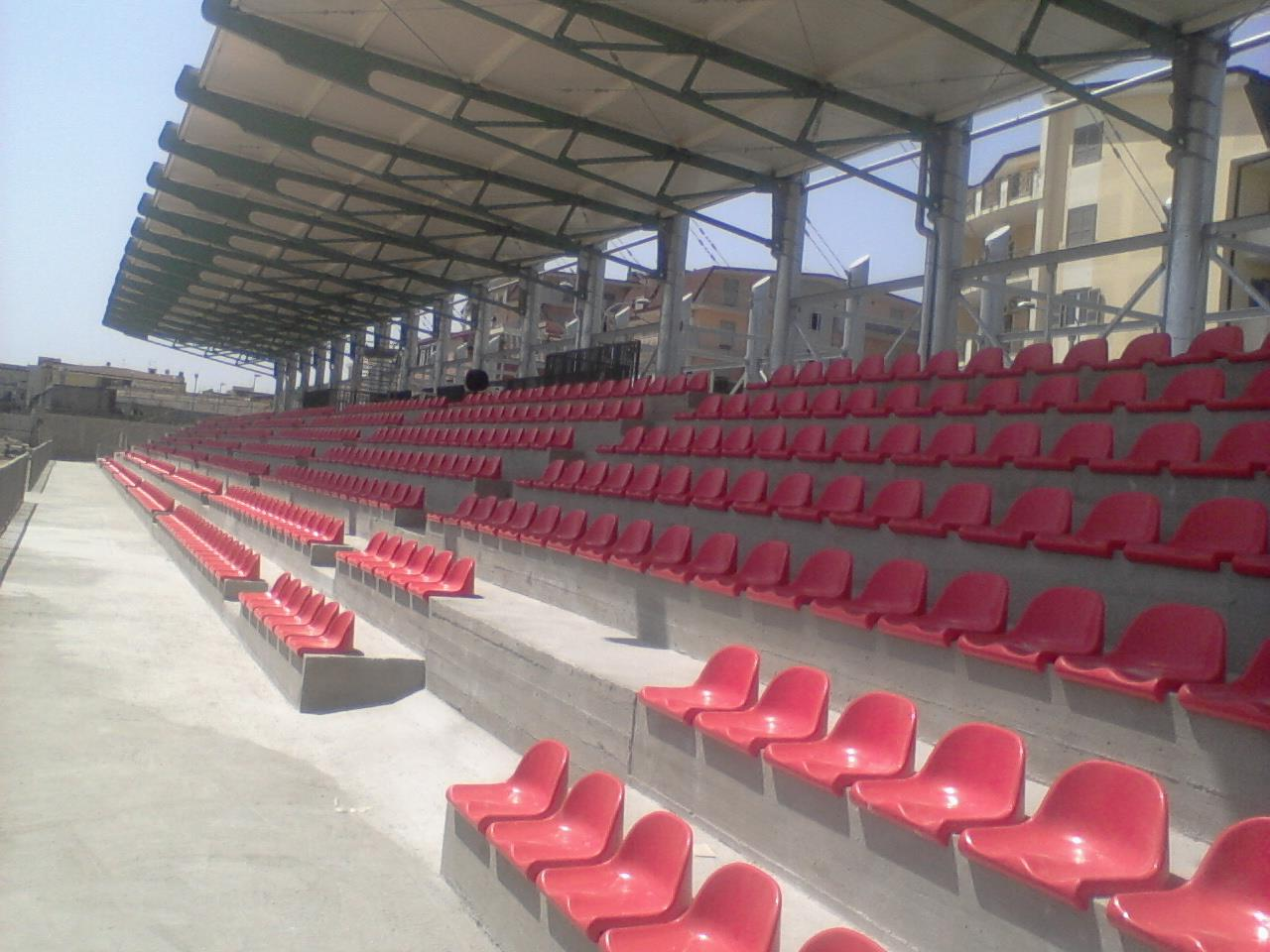
Stadio comunale

Ha sede nel comune la società di calcio Polisportiva "Boys Melito", che ha disputato diversi campionati dilettantistici regionali e vinto la Coppa Italia Dilettanti Campania nel 1993/1994.
La squadra "Calcio Melito Di Napoli" nell'anno 2024/2025  milita nel campionato di terza categoria girone A.
Nel 2015 è stata organizzata la settima edizione della Maratona "Memorial Stefano Chiantese", 10 km di percorso per le vie della cittadina.

### Impianti sportivi
- Stadio comunale "Mimmo Marrone"